# Dromahair
Dromahair (irisch Droim Dhá Thiar) ist ein Dorf im County Leitrim in der Republik Irland. Es gibt zwei mögliche Namensbedeutungen im Irischen: Die erste, Droim Áth Thiar, bedeutet „Hügel am westlichen Furt“ und bezieht sich auf die Lage am River Bonet. Die zweite, Droim dhá Eithiar, bedeutet „Hügel der zwei Dämonen“. Der Ort zählt 939 Einwohner (Stand 2022). Damit hat sich die Einwohnerzahl seit 1991 verdreifacht; damals waren es 329 Bewohner.
Dromahair liegt am Ufer des River Bonet in der Nähe des östlichen Ufers des Lough Gill. Früher war hier der Sitz der O’Rourkes, Königen von Brefni. Im Ort befinden sich noch die Überreste einer Burg und etwas außerhalb die Ruine des Klosters Creevelea sowie Parke’s Castle. Seit den 1990er-Jahren war der Ort stark vom Bauboom in Irland betroffen; es wurden mehrere hundert Häuser gebaut, von denen eine Anzahl leer steht. Es gibt in Dromahair einige Läden, eine Apotheke, eine Post, einen Kindergarten, eine Grundschule und eine Bücherei.
Der Ort liegt 17 Kilometer von Sligo und 10 km von Manorhamilton entfernt. Früher war der Ort mit einer Eisenbahnlinie an Enniskillen und Sligo angebunden, heute gibt es einen gelegentlichen Bustransfer nach Sligo.